# Paul Buchner (Baumeister)

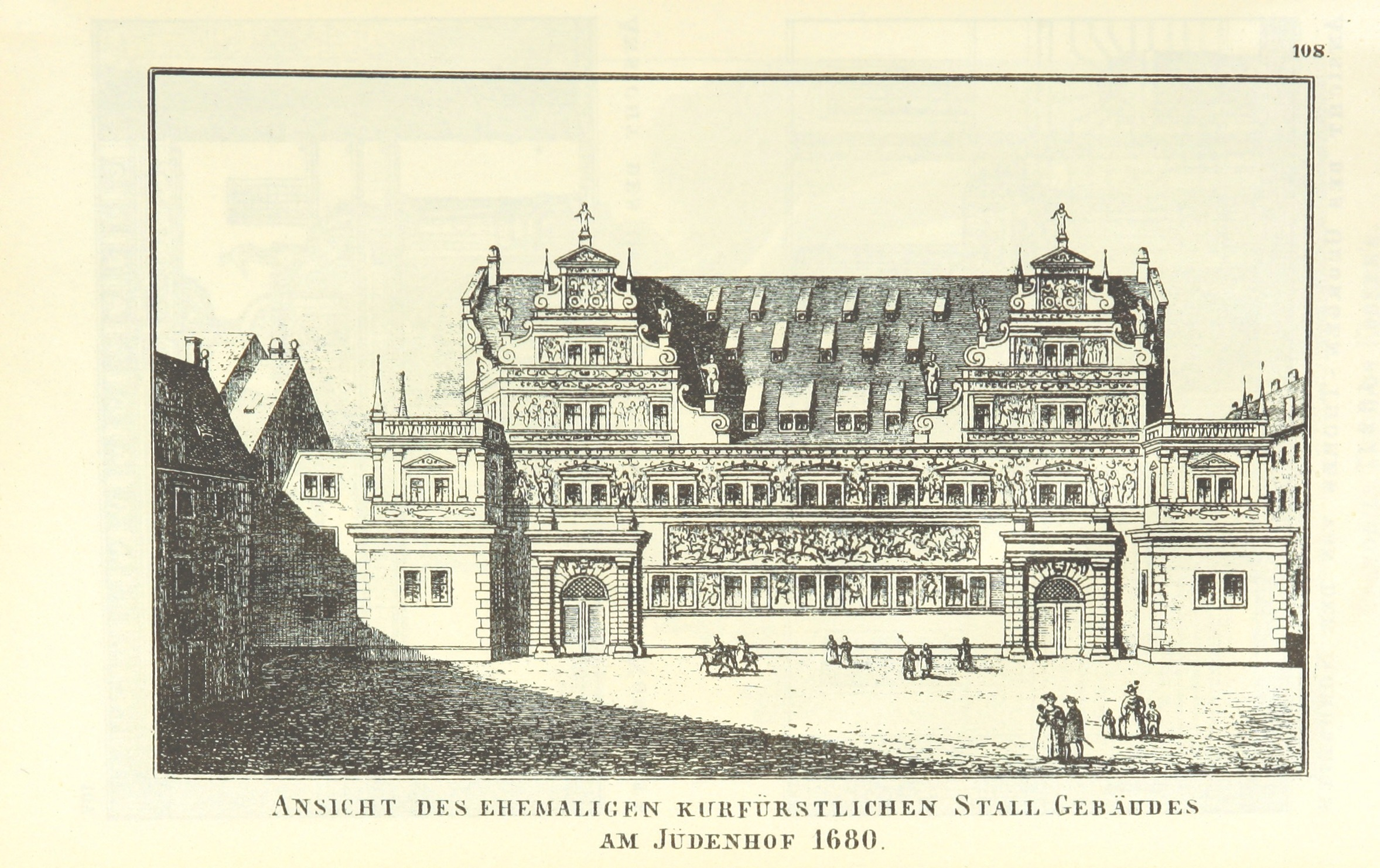
Das von Paul Buchner entworfene Stallgebäude am Jüdenhof in einer Abbildung von 1680

Paul Buchner (* Juni 1531 in Nürnberg; † 13. November 1607 in Dresden) war ein deutscher Architekt, Feldzeugmeister, Geometer, Tischler und Schraubenmacher aus Nürnberg.

## Leben

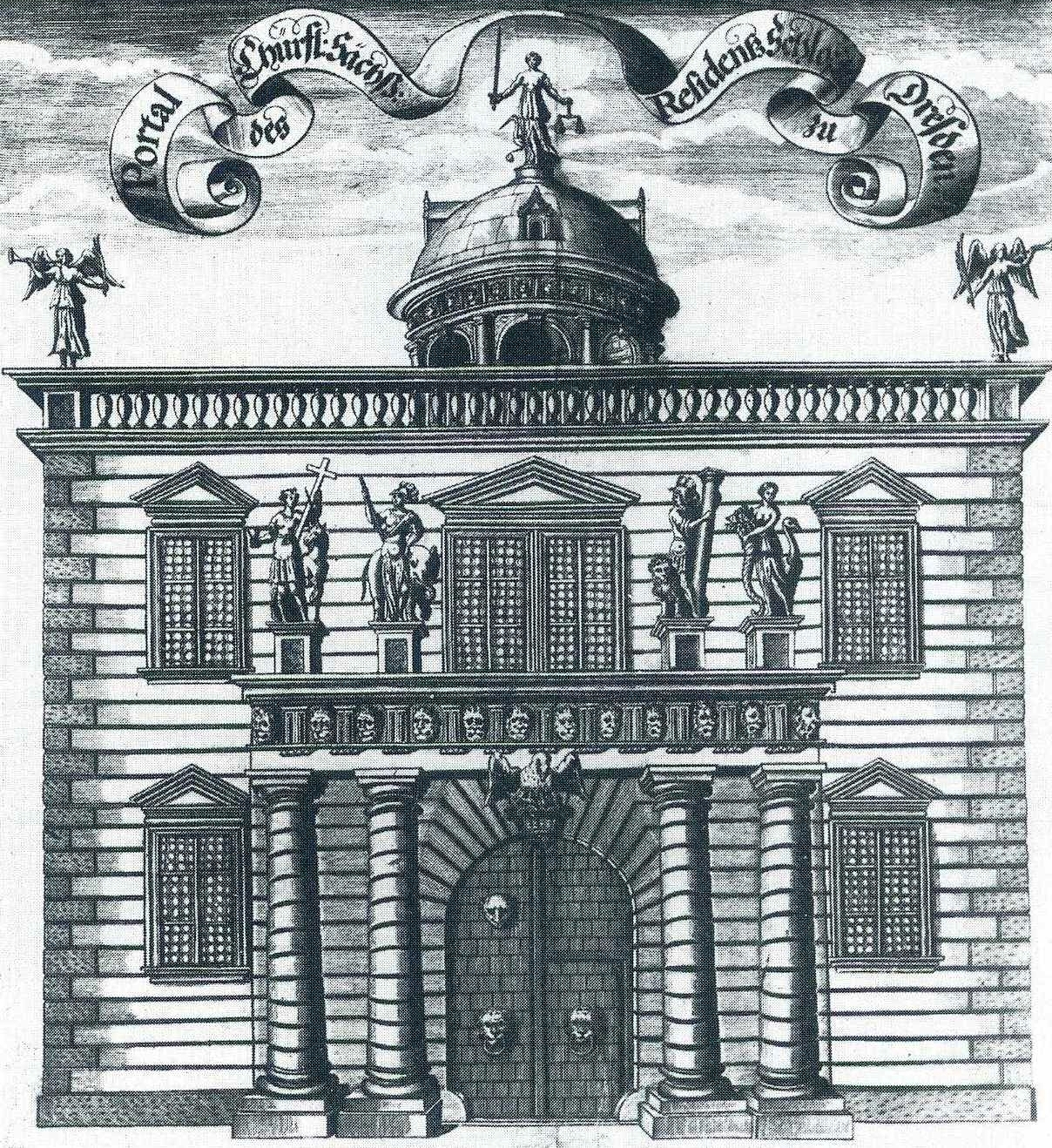
Dresden Portal Schlossgasse Residenzschloss Kupferstich aus der Weckschen Chronik 1680

Buchner war der Sohn des Offiziers Georg Buchner (1508–1573). Er wuchs in Nürnberg auf und erlernte bei seinem Vetter Leonhard Danner das Tischlerhandwerk sowie die Schraubenmacherkunst. 1556 trat er in London in den Dienst der englischen Königin Elisabeth I. Seine Aufgabe bestand darin, Schraubenwerke herzustellen, die zur Zerstörung von Befestigungsanlagen eingesetzt werden sollten. 1557 holte ihn Herzog Emanuel Philibert von Savoyen nach Brüssel.
Empfohlen von Leonhard Danner, der für den sächsischen Hof militärisches Gerät lieferte, berief Kurfürst August von Sachsen Buchner 1558 nach Dresden. Anfangs stellte er Schraubenwerkzeuge her und wurde 1559 zum kurfürstlichen Werkmeister und 1563 zum Kommandanten des Dresdner Zeughauses ernannt. Dabei arbeitete er mit Caspar Vogt von Wierandt, einem erfahrenen Architekten und Oberzeugmeister, zusammen. Ab 1567 führte er die Oberaufsicht über den Ausbau der Dresdner Befestigungsanlagen. Aufgrund seiner umfassenden Kenntnisse in der Festungsbaukunst und der Waffentechnik wurde Buchner 1575 zum Haus- und Landzeugmeister ernannt. Damit war er zuständig für alle Befestigungsanlagen, Zeughäuser und Waffen in Sachsen. Paul Buchner war 1582 als Hauszeugmeister mit dem Statthalter Graf Burckhardt zu Barby, Kammermeister Hans Harrer und Johann Jenitz als Kammersecretarius Teil der Kurfürstlichen Verwaltung in Sachsen.
1586 bis 1590 erbaute Paul Buchner das Stall- und Harnischkammergebäude unter Kurfürst Christian I.
Buchner verstarb 1607 in Dresden und wurde auf dem Frauenkirchhof beigesetzt.
Der Medailleur Tobias Wolff fertigte eine Porträtmedaille von Paul Buchner an, die ihn im Alter von 49 Jahren zeigt.
Verheiratet war Paul Buchner mit Maria Kröß, Tochter des kursächsischen Kammerdieners und Dresdner Bürgermeisters Bastian Kröß. Er war der Vater des berühmten Gelehrten August Buchner.

## Rezeption
Richard Steche zu Paul Buchners Wirken:

„Paul Puchner (der Aeltere) nimmt in der sächsischen Baugeschichte eine hervorragende Stellung ein […]. Im Jahre 1575 zu Oberst-, Haus- und Landzeugmeister ernannt, erbaute er 1586 unter der Oberaufsicht des Oberhauptmannes des Meißnischen Kreises, Nickel von Miltitz, das prachtvolle, zum Theil noch bestehende Stallgebäude zu Dresden, welches Werk Puchner's Namen und Ruhm durch ganz Europa verbreitete.“

Fritz Löffler beurteilt Paul Buchner wie folgt:

„Merkwürdigerweise hat die Dresdner Kunstgeschichte nicht diesem bewährten Mann [Anmerkg: Hans Irmisch] den Bau [Anmerkg: des Stallhofes] zugeschrieben, sondern Paul Buchner, der von Haus aus ein Schraubenmacher und nicht Architekt war. Nachweislich fand Buchner in Sachsen nur bei Festungsbauten sowie in der Bauverwaltung Verwendung. Walter Bachmann hat zum ersten Mal auf diesen Tatbestand hingewiesen. Der Grund für das Missverständnis dürfte in der geschickten und reichlich skrupellosen Art zu suchen sein, mit der Buchner es verstanden hat, sich in jedes Unternehmen zu mischen. Er verdrängte auch seinen Vorgesetzten, den Grafen Rochus von Lynar, aus dem Amt und trat an dessen Stelle.“

## Werk
- Mitarbeit am Dresdner Zeughaus 1559–1563 (nach mehrfachen Umbauten heute Albertinum, Dresden)
- Umbau Wilsdruffer Tor Dresden 1568
- Pulvermühle Dresden 1574/75
- Umbau der Wasserburg Gommern zum Jagdschloss ab 1578
- Stallgebäude und Stallhof (1586–1589) des Dresdner Schlosses (Johanneum, heute Verkehrsmuseum Dresden)
- Altes Schloss Zabeltitz 1588–1598
- Ausbau der Festung Königstein ab 1589 (Torhaus, Altes Zeughaus, Gardehaus, Christiansburg)
- Pirnaisches Tor Dresden 1590/91
- altes Gewandhaus Dresden 1591

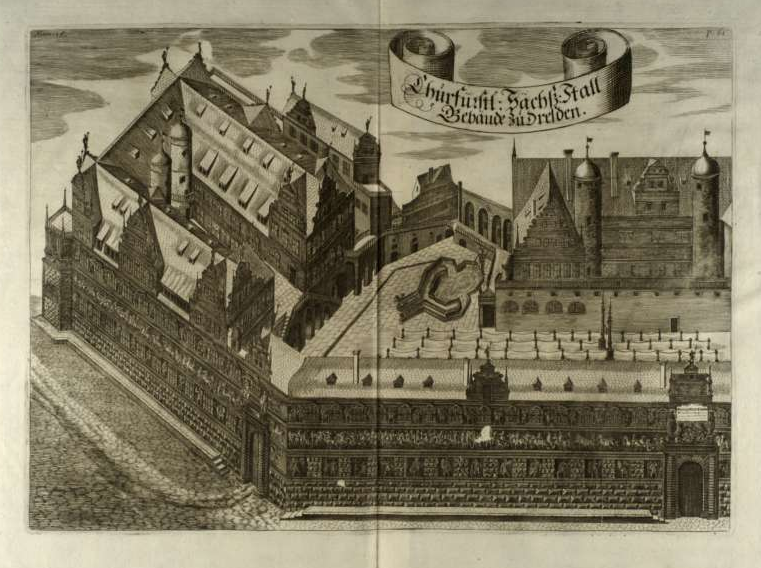
Stallhof Dresden, Abbildung um 1680, A. Weck
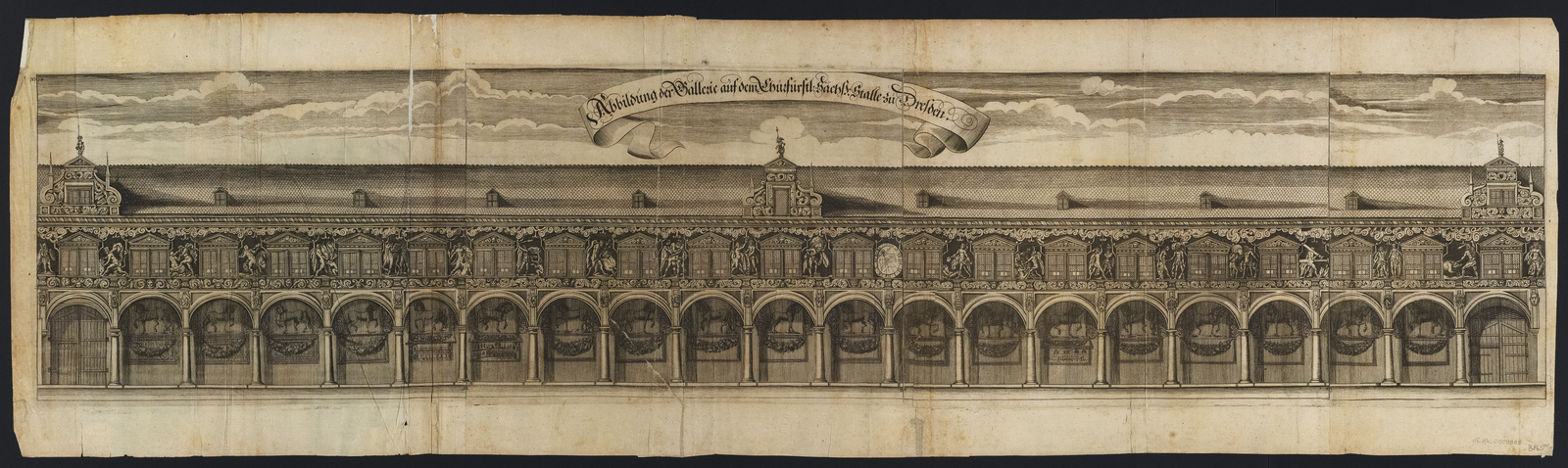
Langer Gang im Stallhof Dresden, Abbildung um 1680, A. Weck
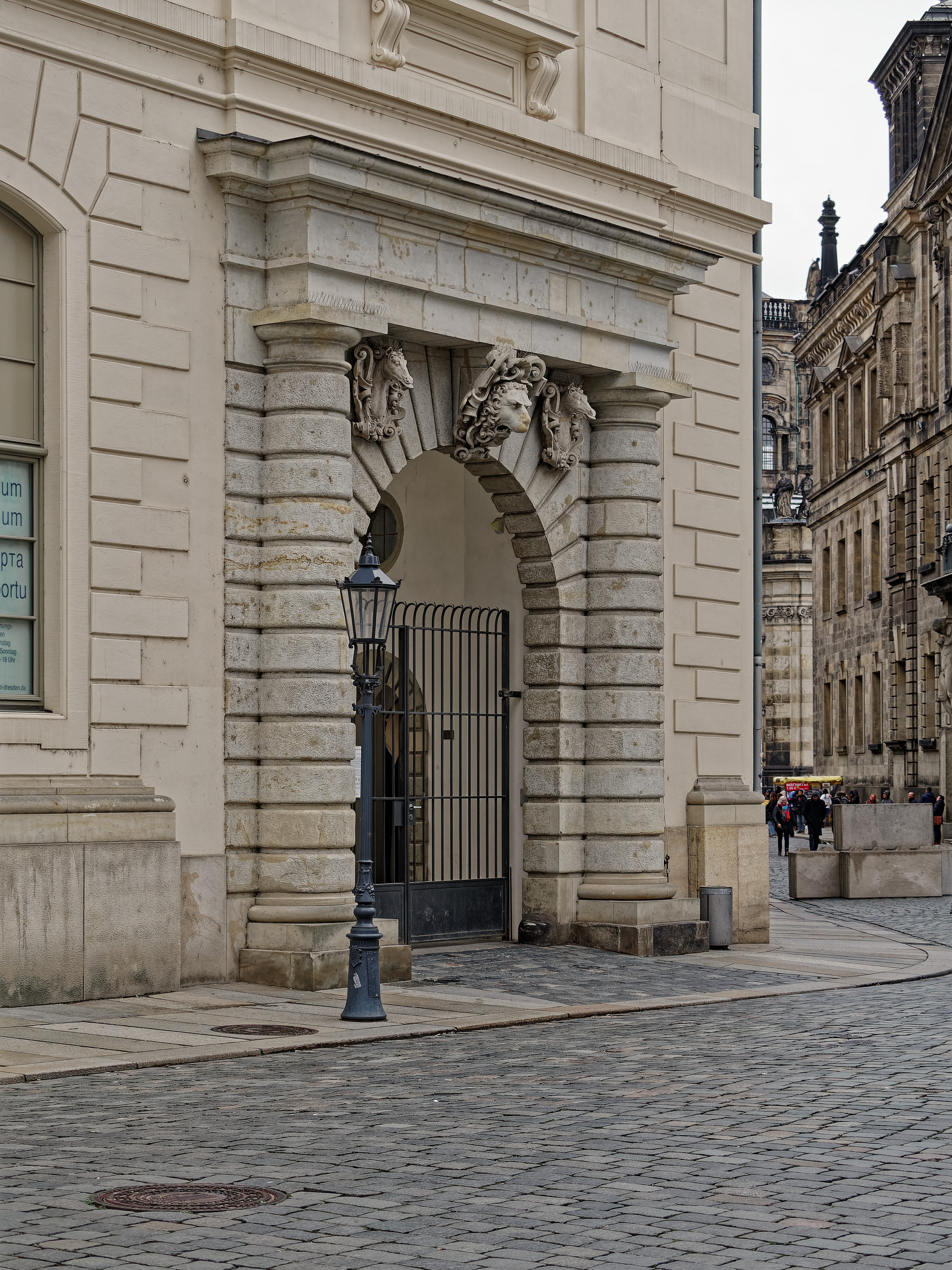
Eingang zum Stallhof Dresden
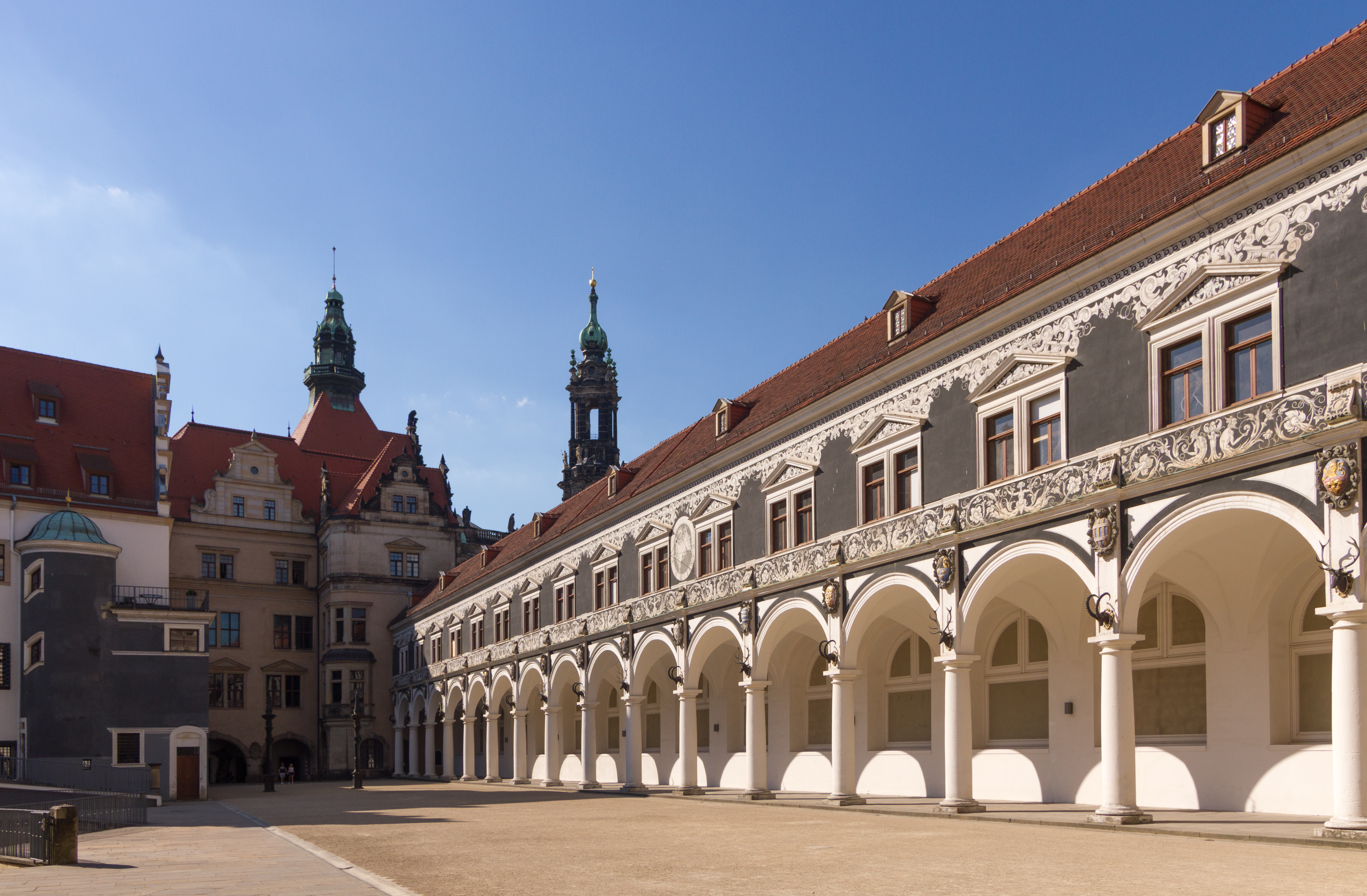
Stallhof Dresden
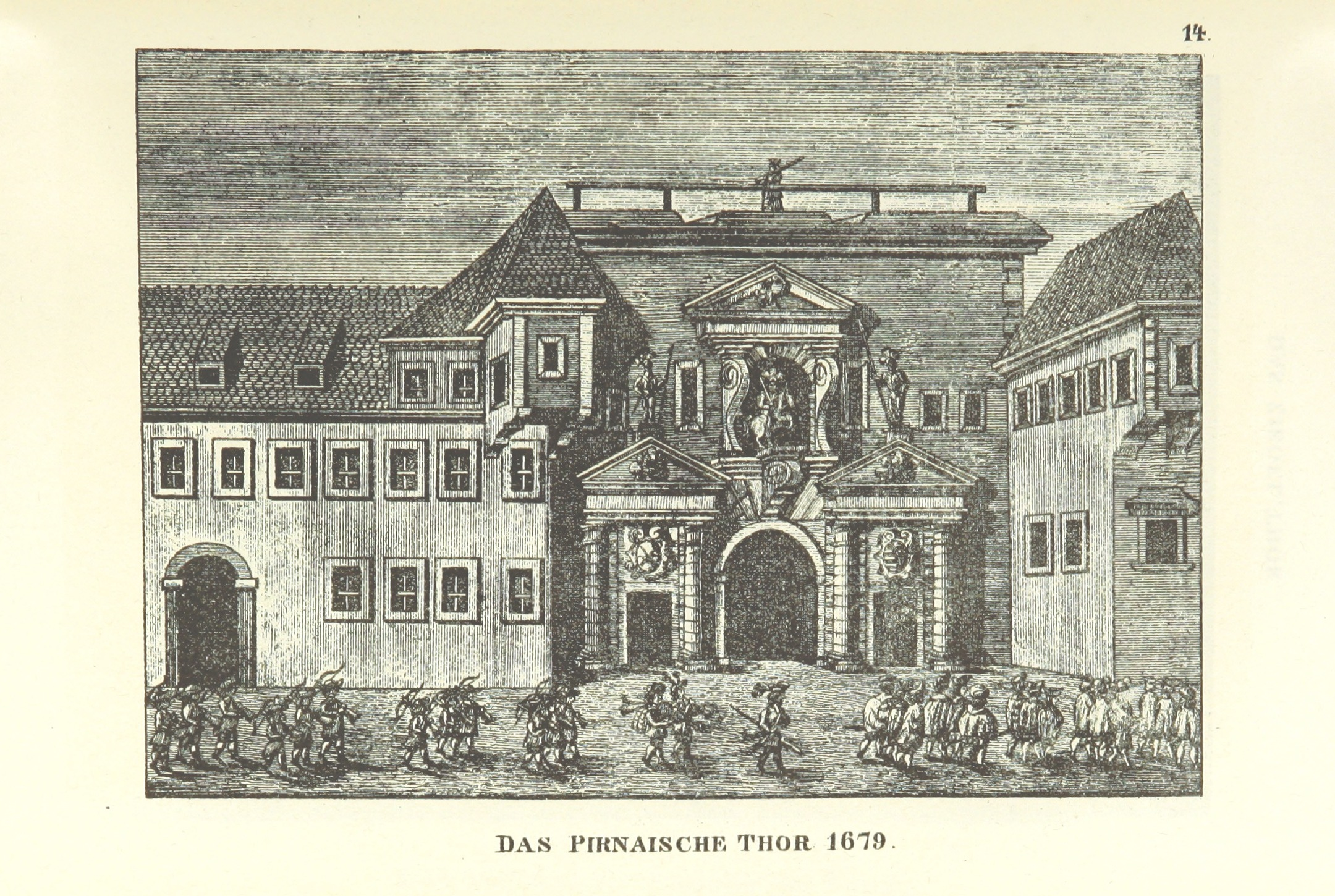
Das Pirnaische Tor Dresden 1679
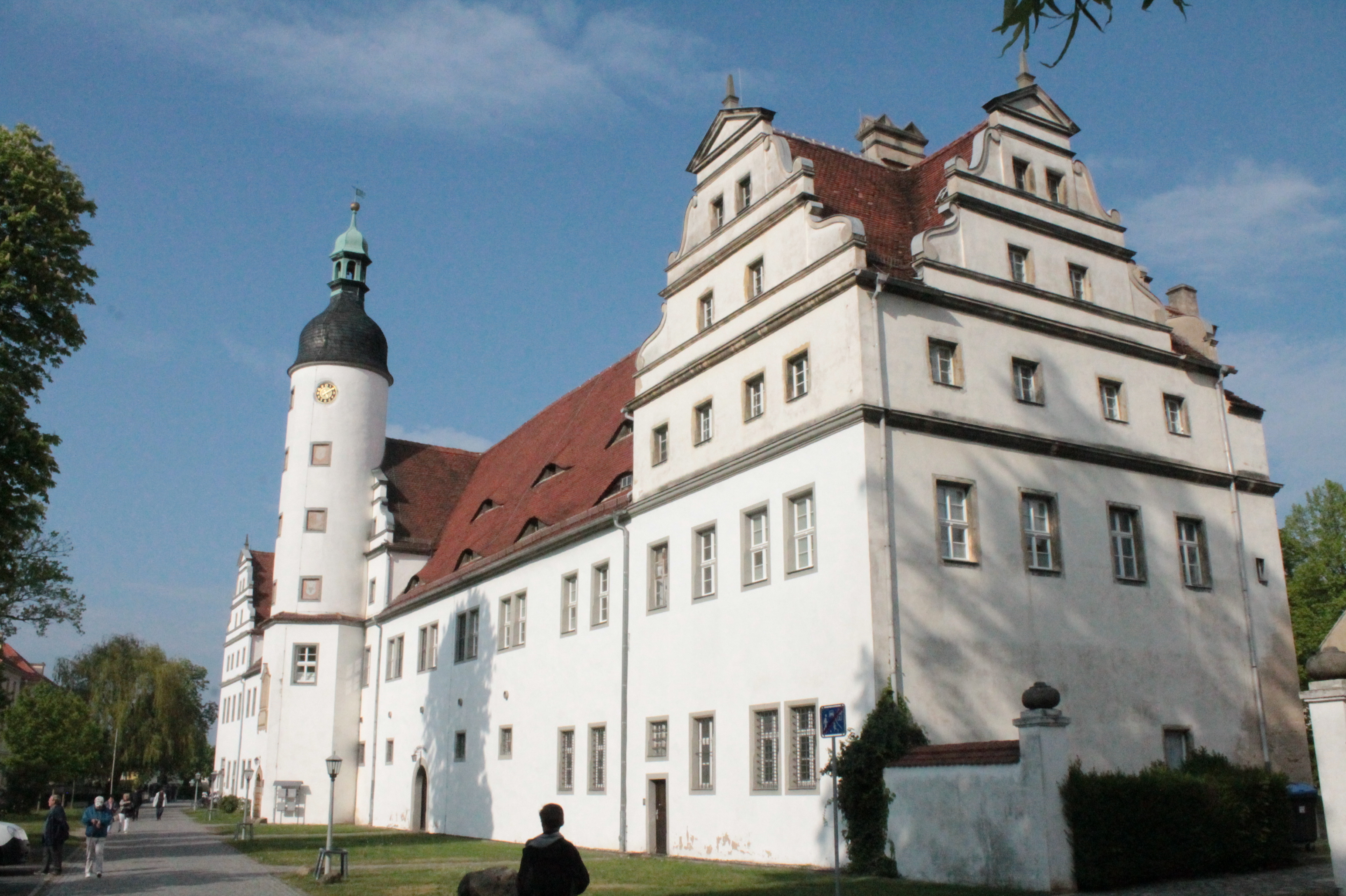
Altes Schloss Zabeltitz
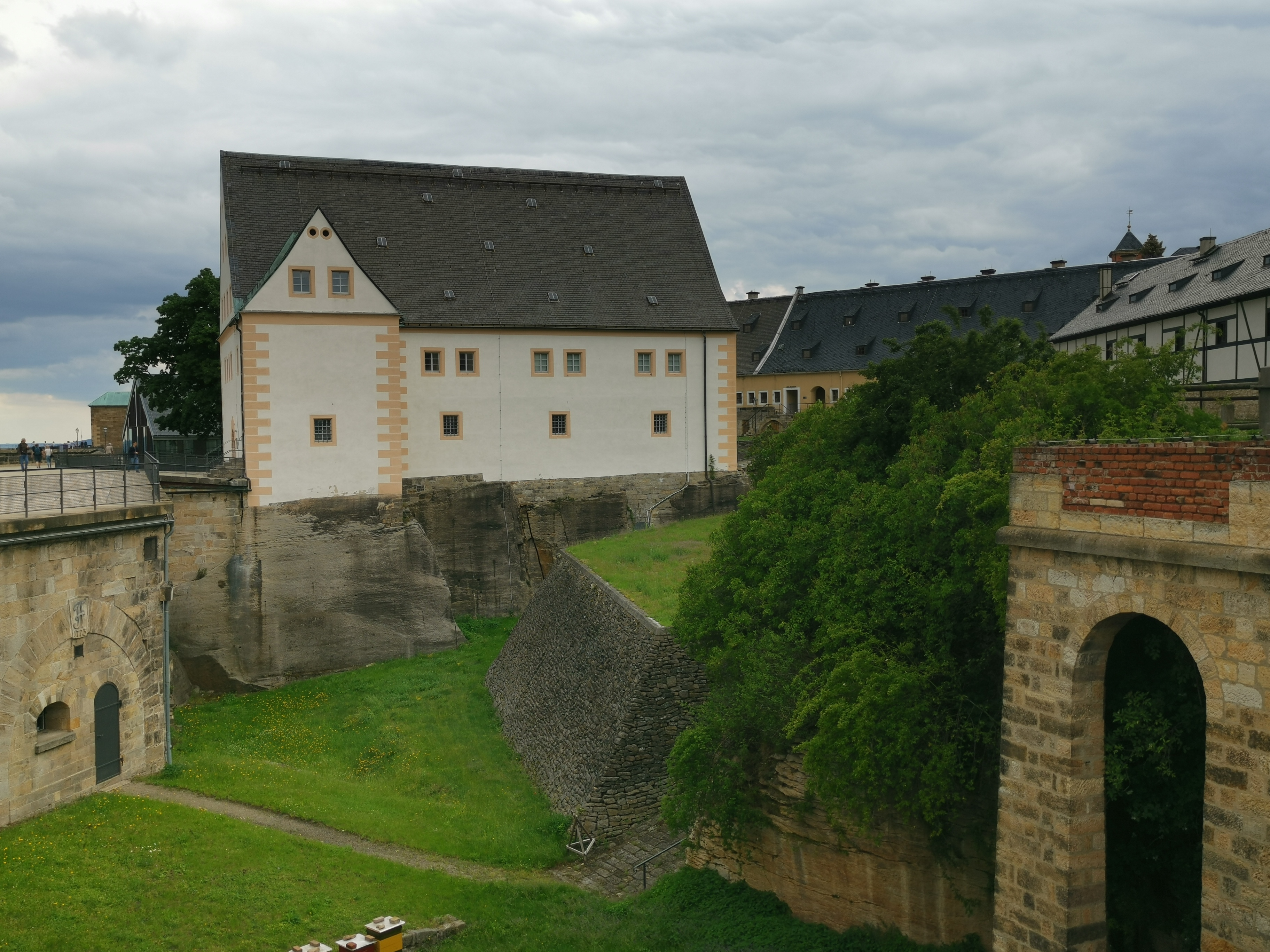
Festung Königstein, Altes Zeughaus

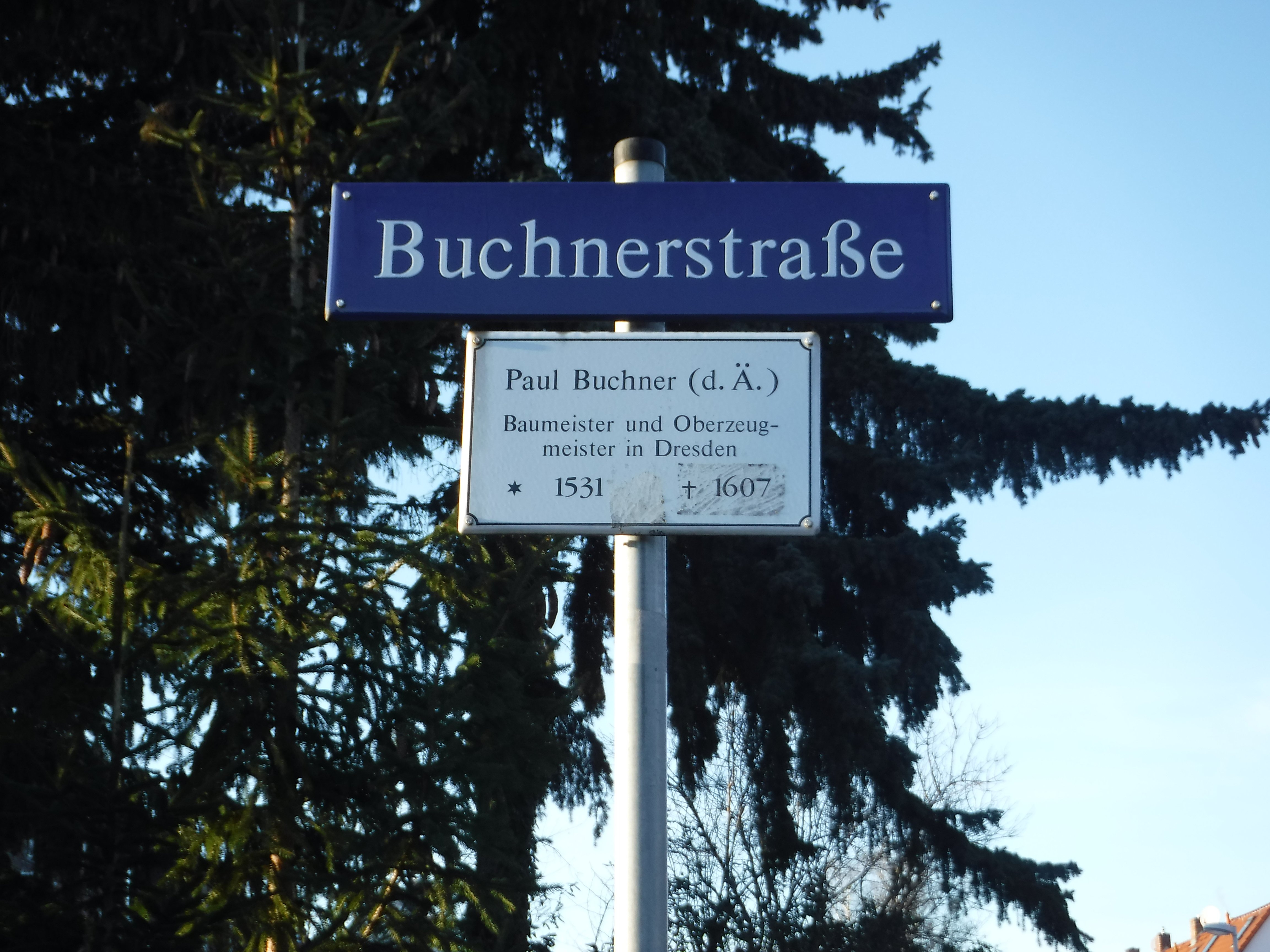
Buchnerstraße, Dresden

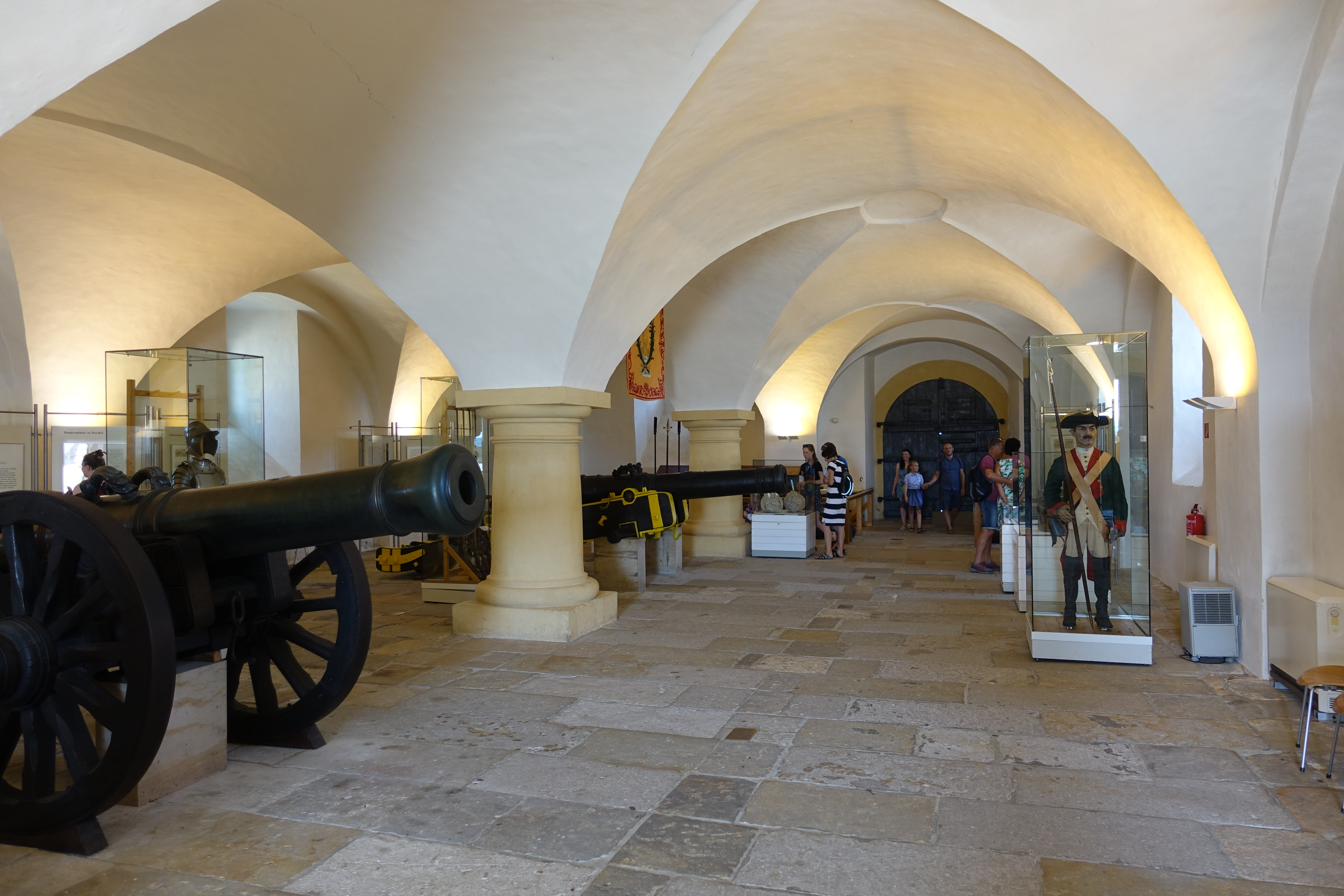
Festung Königstein, Altes Zeughaus

## Ehrungen
Die Buchnerstraße in Dresden-Strehlen ist nach Paul Buchner benannt.

## Weitere Literatur
- Franz Richard Steche: Hans von Dehn-Rothfelser. Ein Beitrag zur Kunstgeschichte Sachsens, Verlag E. Blochmann & Sohn, Dresden 1877. Zugleich Inaugural-Dissertation der philosophischen Facultät Leipzig S. 36–43. Online